# Carrera del Glorioso
La carrera del Glorioso, los combates del Glorioso o el viaje del Glorioso es como se conoce a una serie de cinco enfrentamientos navales que se libraron en 1747, durante la guerra del Asiento y en el marco de la guerra de Sucesión Austriaca, entre el navío de línea de la Real Armada Española San Ignacio de Loyola, alias Glorioso, y varios escuadrones de navíos y fragatas británicos que trataban de capturarlo.

## Viaje delGlorioso
El Glorioso, que había zarpado desde el puerto novohispano de Veracruz (México) y transportaba una carga declarada que estaba valorada en 4 502 631 de pesos fuertes y 7 maravedís de plata, consiguió repeler dos ataques ingleses, uno a unos doscientos kilómetros al norte de las Azores y otro más frente al cabo de Finisterre antes de desembarcar su carga en el puerto gallego de Corcubión. Después de descargar su preciado cargamento y ponerlo a buen recaudo, permaneció casi dos meses en la ría de Corcubión. Tras un intento fallido, partiría definitivamente hacia Ferrol el 11 de octubre. Estando fondeado en Finisterre a la espera de vientos favorables, un fuerte vendaval garreó el ancla del navío obligando a su comandante a dirigirse hacia Cádiz.
En su viaje, el Glorioso fue atacado sucesivamente por dos fragatas corsarias inglesas y por los navíos Darmouth y Russell, este último apoyado por dos fragatas en las inmediaciones del cabo de San Vicente. En el transcurso de estos tres últimos enfrentamientos, el navío español desarboló una fragata, la King George; hizo estallar el Darmouth, muriendo casi toda su tripulación y dejó totalmente desarbolado y a punto hundirse el navío de tres puentes y 80 cañones Russell. Finalmente, tras agotarse la munición del Glorioso, Pedro Mesía ordenó arriar la bandera y se rindió al capitán Mathew Buckle, comandante del Russell. Buckle, tras permanecer en la zona nueve días reparando su maltrecho buque, embocó la bocana del puerto de Lisboa con su presa el 30 de octubre. Tanto Pedro Mesía, como el resto de los oficiales y la tripulación del Glorioso, serían liberados al día siguiente de llegar a la capital portuguesa y puestos bajo la custodia del embajador español. El 7 de noviembre de 1747 partía hacia La Graña y Ferrol «la primera partida de tropa del Glorioso». Sucesivamente lo harían el resto de los tripulantes, hasta que el 30 del mismo mes lo hizo Mesía con destino a la capital de España. En cuanto al Glorioso, tras permanecer en Lisboa durante siete meses, zarpó con una tripulación inglesa en dirección a Inglaterra, donde llegó a mediados de mayo de 1748. Durante los siguientes once meses permaneció fondeado en uno de los muelles del puerto de Portsmouth.
Como consecuencia de estos hechos, dos oficiales británicos, John Crookshanks y Smith Callis, capitanes, respectivamente, de la fragata Lark y el navío Oxford, fueron sometidos a un consejo de guerra. Solo el primero sería expulsado de la Royal Navy por incompetencia ante el enemigo.

## Los combates

### Primer combate
En julio de 1747, el navío de línea español San Ignacio de Loyola, alias Glorioso, botado en La Habana en 1740 y mandado por el comandante don Pedro Mesía de la Cerda, regresaba a España desde Veracruz transportando un gran cargamento de plata, oro, géneros medicinales, grana fina y silvestre, vainilla, azúcar, bálsamo, cacao, cueros y un valioso regalo personal del virrey de Filipinas destinado al rey Fernando VI. El martes 25 de julio, mientras navegaba próximo a la costa de la isla de Flores, en el archipiélago de las Azores, la tripulación del Glorioso distinguió entre la niebla a un convoy de buques mercantes ingleses. Cuando a mediodía la niebla comenzó a disiparse, los españoles divisaron diez buques británicos, tres de los cuales eran buques de guerra: el navío de línea Warwick, de 60 cañones; la fragata Lark, de 40 y el paquebote Montagu de 16; además del transporte de tropas armado con 20 cañones, Beaufort.
De la Cerda ordenó prepararse para el combate y continuó navegando hacia el noreste en dirección a Ferrol, manteniendo el barlovento. John Crookshanks, jefe del convoy, tras divisar al navío español ordenó su persecución. Con el paso de las horas y comprobando que se alejaba de la ruta marcada, ordenó al capitán del Beaufort que permaneciera junto al resto de los transportes para protegerles, e inició la caza del solitario buque. A media tarde el Montagu ya navegaba en «las aguas» del Glorioso. Sobre las 21 horas, con los horizontes oscurecidos, el comandante español ordenó virar su buque hacia el sureste, en un intento de despistar a sus perseguidores en la oscuridad de la noche. Para evitarlo, el Montagu disparó varios cañonazos y encendió fuegos a bordo para marcar su posición. También disparó cuatro cañonazos a la popa del Glorioso, que no le alcanzaron. Pedro Mesía ordenó entonces trasladar cuatro cañones, dos de 18 libras a la cámara baja y dos de 24 a los guardatimones, con los que se podría disparar desde la popa del navío contra su perseguidor, impidiendo así al paquebote inglés acercarse demasiado. Después de un errático intercambio de fuego entre ambos barcos, que duró toda la noche, a las 11 horas del 26 de julio los otros dos barcos de guerra británicos se encontraban ya cerca del buque español. El comandante del bergantín se apartó entonces, para ir a hablar con ellos.

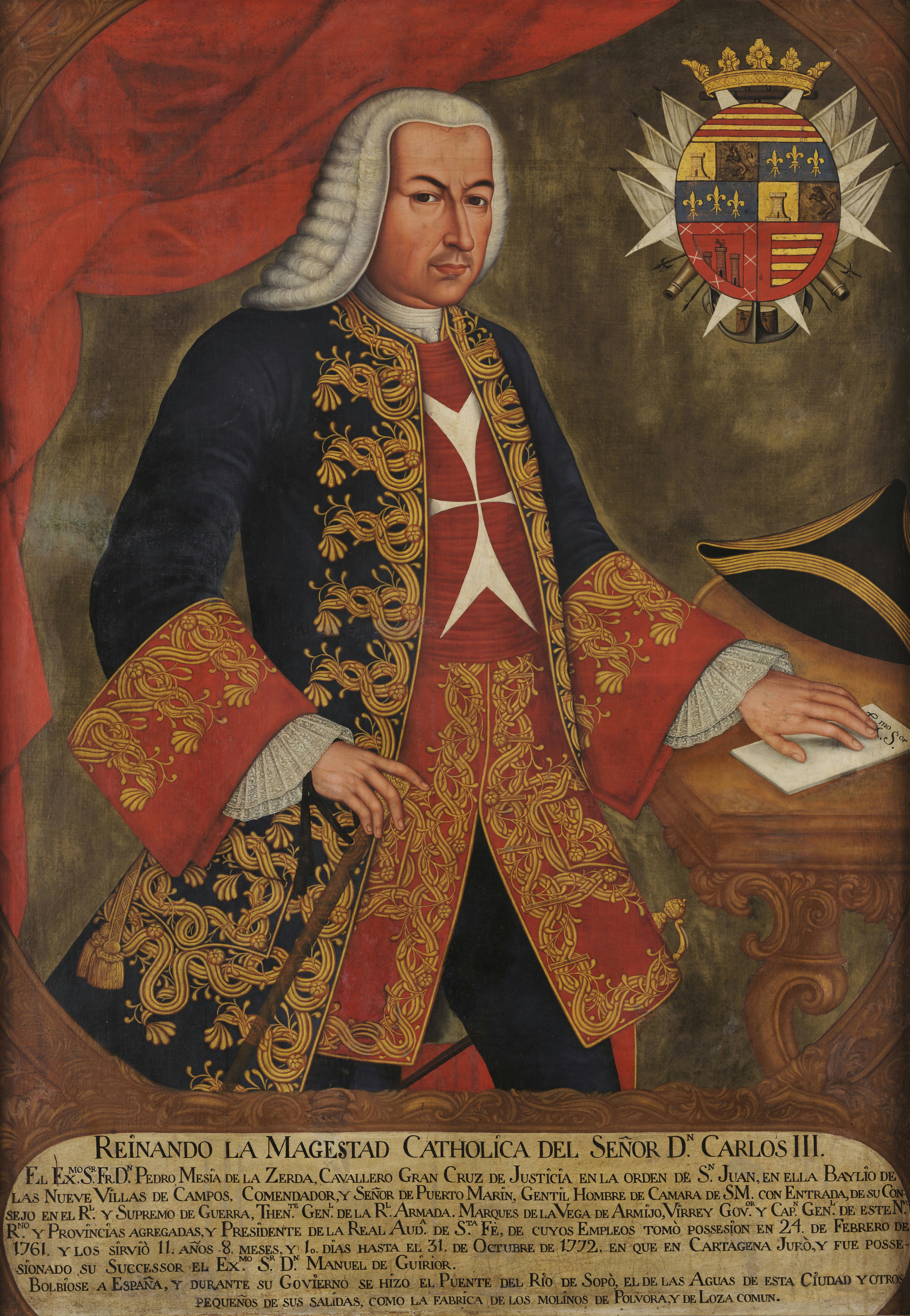
Don Pedro Mesía de la Cerda, comandante del Glorioso.

A las 14 horas el Montagu arribó sobre el Warwick, para regresar dos horas más tarde a popa del Glorioso. Sería precisamente entonces, a las 16 horas, cuando se produjo un chubasco que dejó al Glorioso sin viento, aunque curiosamente no fue así para los barcos ingleses, circunstancia que aprovecharon para acercarse al buque español. Sobre las 21 horas, con los horizontes «abromados» y advirtiendo Pedro Mesía que los tres bajeles enemigos se le venían encima, tomó la iniciativa. Arribó de improviso sobre el Montagu, que lo tenía pegado a su aleta de estribor, y le disparó algunos cañonazos. El capitán Connelly, comandante del pequeño paquebote inglés, ordenó alejarse para no regresar. La maniobra había situado al Glorioso al costado de babor de la Lark. El enfrentamiento fue corto. La descarga cerrada de todos los cañones de la banda de estribor sorprendió a la tripulación de la fragata, que a pesar de responder al fuego, vieron cómo su mastelero de sobremesa se venía abajo. Tras un cañoneo que duró, según los testigos, poco más de cinco minutos, John Crookshanks ordenó separarse del Glorioso. Ya no regresaría.
En esos momentos, con una visibilidad prácticamente nula, debido a las nubes y nieblas que ocultaban la luna, Pedro Mesía podría haber cambiado de rumbo y haber aprovechado la oscuridad de la noche para dejar atrás a sus perseguidores. Sin embargo, con gran seguridad, como si lo hubiera estado planeando durante días, viró su barco en redondo y se dirigió hacia el Warwick, manteniendo el barlovento. Al pasar por el costado del navío inglés, todos los cañones de la banda de babor y toda la fusilería embarcada dispararon una descarga cerrada sobre el sorprendido enemigo. Mesía ordenó de nuevo virar en redondo su barco y situarse al costado del Warwick, al que disparó otra descarga cerrada con la artillería de su otra banda. De este modo los dos barcos irían intercambiando andanadas hasta las 12 de la noche, en que los dos quedaron inmovilizados por falta de viento. El enfrentamiento, sin desmayo por ambos contendientes, continuaría hasta pasadas las tres de la mañana, en que al entrar un poco viento del este-noreste, el capitán Erskine, comandante del Warwick, decidió que había sufrido suficiente castigo. Aprovechó el viento favorable y se alejó para siempre del Glorioso. Las bajas españolas fueron cinco muertos (entre ellos dos civiles) y 42 heridos, de los cuales siete lo fueron de gravedad. En los días siguientes fallecerían cinco de ellos. En cuanto a los daños materiales, el buque sufrió cuatro impactos de bala de cañón en su casco a la altura de la primera batería y daños considerables en el aparejo. La mayor parte de ellos serían reparados en pocos días. Según el informe del comandante español, se efectuaron 406 cañonazos de a 24, 420 de a 18, 180 de a 8 y 4400 disparos de fusil.
Cuando el Almirantazgo británico tuvo noticia de este enfrentamiento, el capitán Crookshanks fue sometido a un consejo de guerra por denegación de auxilio y negligencia en combate. Declarado culpable, fue expulsado de la Royal Navy.

### Segundo combate
Después de este primer combate, el Glorioso continuó navegando hacia España. El 14 de agosto, ya en las proximidades del cabo de Finisterre, en Galicia, los vigías del Glorioso divisaron en el horizonte tres velas. Según las fuentes inglesas se trataba del navío de línea Oxford, de 50 cañones; la fragata Shoreham, de 24 y la balandra Falcon, de 14. Todos ellos pertenecientes a la escuadra del almirante John Byng. A las cuatro de la tarde, los tres buques sobrepasaron al Glorioso por ambas bandas a distancia prudencial sin hacer fuego. El Oxford por sotavento y los dos pequeños por barlovento. Nada más sobrepasar al buque español, los tres barcos se juntaron para hablar. Pedro Mesía, al comprobar que el navío más grande mareaba su trinquete para venir sobre él, tomó la iniciativa. Viró en redondo y se dirigió decidido hacia el buque inglés de mayor porte, ganándole el barlovento. Al igualarse con los barcos contrarios, ambas bandas dispararon todos sus cañones sobre ellos. La fragata y la balandra, situadas a barlovento del Glorioso, también dispararon sobre este. Con la mar picada, de la Cerda observó que le había entrado mucha agua por las portas de su primera batería. Así que volvió a virar en redondo el navío y en esta ocasión, ante la sorpresa de los británicos, pasó por sotavento del Oxford. Con ese movimiento había conseguido dejar a los tres barcos enemigos a su costado de babor, evitando con ello volver a combatir entre dos fuegos. Pero también, emplear sus dos baterías al completo sobre un navío que no podía utilizar las suyas. El capitán Smith Callis, comandante del Oxford, nunca quiso presentar todo el costado de su buque. Después de dos andanadas, salió del fuego, huyendo ignominiosamente del combate. El duelo había durado casi tres horas, un enfrentamiento donde escasearon los cañonazos, pero donde el sentido táctico y la audacia del comandante español le habían dado la victoria. Prueba de ellos fueron las escasas bajas, cinco heridos leves. Los daños también fueron mínimos: «Un balazo en el mastelero de velacho, otro en la verga mayor y otros dos que pasaron el costado por la segunda batería». La opinión desfavorable que el comandante español apuntó en su diario de navegación sobre Callis, se vería refrendada al día siguiente, cuando los tres bajeles volvieron a pasar a unas dos millas de la proa del Glorioso, sin hacer maniobra alguna por buscar el enfrentamiento.
Como había sucedido anteriormente con su compañero, el capitán Callis fue sometido a un consejo de guerra. Pero a diferencia del comodoro Crookshanks, Callis fue absuelto y restituido con honor. Dos días después, el Glorioso consiguió arribar al puerto de Corcubión, quedando fondeado en la bocana de la ría. Sería definitivamente el 18 de agosto por la noche cuando el navío llegaría a las inmediaciones de la población de Corcubión, comenzando a desembarcar su cargamento a la mañana siguiente.

### Tercer combate
Tras descargar su preciado cargamento y transportar el mismo hacia el interior con la ayuda de la población civil de la zona, permaneció casi dos meses en la ría de Corcubión. Allí sería reparado con los repuestos enviados desde La Graña, siendo las tareas dirigidas por el maestro de arbolada de dicho arsenal. Tras zarpar en dirección a Ferrol, en la noche del 5 de octubre, el navío se topó a la mañana siguiente con una escuadra británica formada por 15 navíos, por lo que tuvo que regresar de nuevo a Corcubión. Partiría definitivamente el 11 de octubre. Permaneció fondeado en Finisterre durante tres días a la espera de viento favorable para dirigirse de nuevo a Ferrol. El 14 de octubre, un fuerte viento garreó el ancla del navío, obligando a su comandante a dirigirse hacia Cádiz.
El 17 de octubre, los vigías del Glorioso divisaron a la altura del cabo de San Vicente diez velas, dos de las cuales, aprovechando el viento favorable, se dirigían hacia el solitario navío. Se trataba de las fragatas King George y Prince Frederick, ambas pertenecientes a una pequeña escuadra corsaria bajo el mando del comodoro George Walker. Este escuadrón era conocido en el Reino Unido como «The Royal Family» (La Familia Real) debido a los nombres de las fragatas que lo componían: King George, Prince Frederick, Prince George, Duke, Princess Amelia y Prince Edward Tender. Tres meses antes, en julio de 1747, las seis fragatas sumaban 114 cañones y mil hombres de tripulación. No obstante, solamente tres de ellas se enfrentarían al Glorioso, aunque realmente solo la King George, comandada por el propio Walker, se enfrentaría en un duelo artillero directo con el buque español.
Tras el avistamiento, el viento cesó, quedándose los buques parados. Sobre las siete de la tarde la King George, buque insignia del grupo, consiguió aproximarse al Glorioso e iniciar un intercambio de disparos con el navío español. Con su primera salva, el Glorioso derribó el mástil principal y desmanteló dos cañones de la fragata británica, teniendo que soportar la King George tres horas de duro castigo sin apenas margen de maniobra, perdiendo a ocho hombres y sufriendo numerosos heridos. La Prince Frederick apareció en escena sobre las 10.30 de la noche, situándose sobre la aleta de babor del Glorioso, y comenzó a disparar en un intento de distraer el fuego sobre su comandante. A pesar de que Edward Dottin, capitán de la Prince Frederick, había tenido la precaución de no ofrecer el costado de su nave a los grandes cañones de su oponente, los primeros disparos de este causaron tres heridos graves en su tripulación, sufriendo dos de ellos la amputación de sus piernas. Media hora después, el Glorioso se alejó del combate sin que ninguna de las dos fragatas hiciera nada por impedirlo.

### Cuarto combate

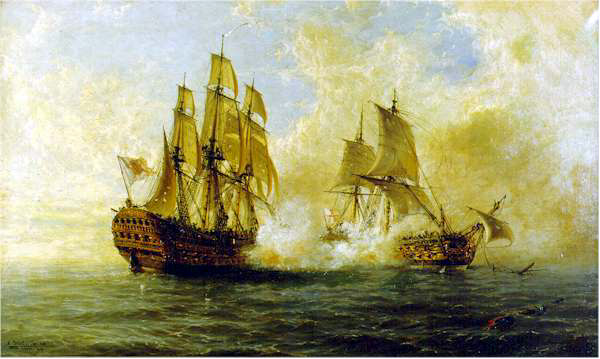
Combate del Glorioso contra el HMS Dartmouth.

Al amanecer del día siguiente, tres fragatas de la Royal Navy, con el navío de tres puentes Russell, se dirigían a la caza del Glorioso. Pedro Mesía, para evitar un enfrentamiento tan desigual, ordenó virar el buque y dirigirse hacia el noroeste. A media mañana los vigías localizaron un solitario navío que venía a su encuentro, sin bandera que lo identificara. Al sobrepasar al navío español, izó la danesa y viró para alcanzar a su oponente. El ya jefe de escuadra español, receloso ante la maniobra, continuó su rumbo sin inmutarse. Se trataba del navío británico de 50 cañones, Darmouth. Su capitán, John Hamilton, viendo que su treta no daba resultado, arrió la bandera danesa e izó la británica. Cuando llegó a la distancia de tiro, empezó a disparar con sus cañones de proa. De la Cerda evaluó la situación y decidió esperar a su oponente. Hamilton, consciente quizás de la menor potencia artillera de su navío, no quiso exponer todo su costado, por lo que al llegar su proa a la altura del palo mayor del Glorioso, puso parte de sus velas en facha para frenar el buque y comenzó el duelo artillero. Este duró casi tres horas, hasta que pasadas las tres de la tarde una explosión tremenda desintegró el Darmouth. Solo hubo 18 supervivientes, incluido un teniente.

### Quinto combate
Durante el resto del día, toda la tripulación del Glorioso permanecería reparando la arbolada del navío, para poder enfrentarse con alguna garantía a los navíos que se aproximaban por el sur. Pasadas las doce de la noche, con una luna llena que permitía ver como si fuera de día, el comandante español comprobó con resignación cómo un buque de tres puentes aprovechaba la ligera brisa nocturna y se le colocaba a barlovento. Era el Russell, un navío de 80 cañones dirigido por el capitán Mathew Buckle. Otras dos fragatas se situaron a cierta distancia sobre su popa. Tras una noche entera disparándose con cualquier arma que hubiera a bordo, los cañones del Glorioso dejaron de disparar pasadas las seis de la mañana. Ya no había con qué cargarlos.
Finalmente, en la mañana del día 19, con 33 muertos y 130 heridos a bordo, exhausta la tripulación y agotada su munición, Pedro Mesía de la Cerda rindió el navío. Al subir al Russell, descubriría los enormes daños infligidos a su oponente. Las conversaciones posteriores con el capitán Buckle y un caballero inglés que viajaba a bordo le hicieron comprender lo cerca que había estado de la victoria. Quizás entonces se acordara de la munición que había solicitado en Corcubión para reponer la consumida en los combates de julio y agosto, y alguien en un despacho no consideró que debía suministrársela para realizar un viaje tan corto de Corcubión a Ferrol.

## Consecuencias

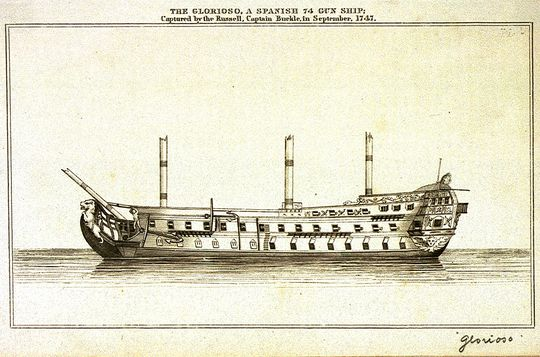
Grabado del Glorioso realizado después de su captura.

Después de la batalla, los barcos británicos navegaron hacia Lisboa, llevándose al Glorioso con ellos. El comodoro Walker, comandante de la escuadra corsaria, fue severamente reprendido por uno de los propietarios de la misma por arriesgar su barco contra un enemigo superior. Walker protestó amargamente por ello, argumentando que si la presa hubiera llevado un tesoro a bordo, sus reproches no se hubieran producido. En cuanto al navío español, permanecería en el puerto lisboeta durante siete meses, hasta que su nueva tripulación inglesa zarpó con él en dirección a Inglaterra. Los gastos para llevarlo a su país, ascendieron a la suma de 2165 libras, 2 chelines y 5 peniques. De los cuales, algo más de 465 libras fueron destinadas a las reparaciones del navío español, y 1700 a pagar la nueva dotación del buque y su avituallamiento. El 16 de mayo de 1748, el Russell y el Glorioso arribaban al fondeadero de Spithead. Mientras el Russell zarpaba en dirección a Chatham, el principal astillero británico inglés de la época, para ser sometido a una reparación integral que pudiera remediar sus graves daños, el Glorioso permanecería durante casi un año atracado en uno de los muelles del puerto de Portsmouth. Allí sería sometido a varias inspecciones y evaluaciones para dictaminar su estado. En septiembre de 1748, uno de los principales constructores de navíos del astillero de Portsmouth redactaba un informe en el que se aseguraba a modo de conclusión, que «el navío, que era un barco fuerte y bien construido, podría estar en condiciones de dar un buen servicio si se le sustituían algunas piezas dañadas». Finalmente, tras múltiples disputas entre Mathew Buckle y el Almirantazgo británico, el navío sería subastado por un curioso método en un famoso local de Londres, Lloyd's Coffee House, el 24 de abril de 1749.
El capitán de la Cerda, que había sido ascendido a jefe de escuadra mientras se encontraba en Corcubión, llegaría a alcanzar el grado de teniente general de la Real Armada y virrey de Nueva Granada.
Han sido muchos los historiadores que han alabado la gesta del San Ignacio de Loyola, alias el Glorioso. También los de nacionalidad inglesa, aunque de manera escueta. Frases, como la de Joseph Allen (c. 1810-1864), que apuntó en su conocida obra sobre las batallas de la Armada británica: «La defensa del Glorioso se ganó un lugar de honor en la historia naval española». Sin embargo, sería George Walker, uno de los capitanes británicos a los que se enfrentó Pedro Mesía, quizás el más valiente de todos, el que mejor supo valorar la hazaña del solitario buque español. Cuando el Russell y dos fragatas de la Royal Family iniciaban de nuevo su persecución, tras haber soportado este dos sangrientos combates en menos de dieciséis horas, reflexionó sobre el hecho con las siguientes palabras: «Y de nuevo comenzó la persecución y la conquista de su audaz y escurridizo enemigo; porque nunca los españoles, y nadie en realidad, han luchado mejor con un barco que lo hicieron ellos».